# Јохан Фридрих Блуменбах
Јохан Фридрих Блуменбах (Гота, 11. мај 1752 — Гетинген, 22. јануар 1840), био је немачки физиолог, антрополог, природњак, доктор медицине и професор. Члан Гетингенске академије наука (1784), инострани члан Краљевског друштва Лондона (1793), Француске академије наука (1830; дописни члан од 1805) и страни почасни члан Петербуршке академије наука (1826).
Он је међу првима проучавао људску врсту у оквиру природноисторијске науке. Блуменбах је створио једну од првих класификација људских раса, према којој их има пет кавкаска, монголска, малајска, етиопска и америчка.

## Биографија
Јохан Блуменбах је рођен 11. маја 1752. у старом граду Гота у војводству Саксонија-Гота-Алтенбург. Студирао је медицину прво на Универзитету у Јени, а затим на Универзитету у Гетингену где је 1775. дипломирао на тему De generis humani varietate nativa („О природној разноликости човечанства”). Ово дело сматра се једним од најутицајнијих у развоју каснијих концепта људских раса. Рад је садржао и податке добијене краниометријским истраживањем, које је касније у животу обилато користио. На основу података краниометријске анализе, он је поделио људску врсту на пет раса: европска (бела), монголоидна (жута), малајска (смеђа), негроидна (црна) и америчка (црвена).
Од 1776. Блуменбах је предавао медицину на Универзитету у Гетингену, а од 1778. је био редован професор. Остао је у Гетингену до краја живота 1840.